# Kayli Carter
Kayli Carter (nascida em 1993; Oviedo, Flórida) é uma atriz estadunidense mais conhecida por interpretar Sadie Rose na série de televisão Godless da Netflix e por sua aparição como Amber McCarden no filme Bad Education, ao lado de Hugh Jackman e Allison Janney.

## Juventude
Carter foi criada em Oviedo, Flórida. Seu pai trabalha na construção e sua mãe é terapeuta. Ela estudou atuação na Savannah College of Art and Design  da Geórgia, ganhando um diploma de Bacharel em Belas Artes. Originalmente de Chuluota, Carter atuou no teatro em seu primeiro papel profissional na peça de Mark Rylance, Nice Fish no West End em Londres, no St. Ann's Warehouse no Brooklyn, Nova York e no American Repertory Theatre em Cambridge em Massachusetts.

## Carreira
Em 2018, Carter estrelou como Sadie Rose na série de TV da Netflix, Godless, estrelando ao lado de Michelle Dockery, Merritt Wever e Jeff Daniels. Em 2019 ela estrelou como Amber McCarden no filme Bad Education, ao lado de Hugh Jackman e Alison Janney. Carter interpretou o papel de Pamela na minissérie de TV de 2020, Mrs. America, ao lado de Cate Blanchett. Também conseguiu um papel interpretando Lorna Blackledge, a nora do xerife aposentado (Kevin Costner) no filme Let Him Go da Universal Pictures.

## Prêmios e indicações
Carter foi indicada para o Independent Spirit Award de Melhor Coadjuvante e foi nomeada Artista Revelação no Hamptons International Film Festival por seu papel em Private Life de 2018.

## Filmografia
| Ano  | Título                              | Papel                      |
| ---- | ----------------------------------- | -------------------------- |
| 2015 | The Weekend Detectives (TV)         | Partygoer (1 episódio)     |
| 2015 | Z: The Beginning of Everything (TV) | Belle                      |
| 2017 | Rings                               | Evelyn Borden (née Osorio) |
| 2017 | Godless (TV)                        | Sadie Rose                 |
| 2018 | Chicago Med (TV)                    | Tara (1 episódio)          |
| 2018 | Private Life                        | Sadie Barrett              |
| 2018 | Charlie Says                        | Squeaky Fromme             |
| 2019 | Bad Education                       | Amber McCarden             |
| 2020 | Let Him Go                          | Lorna Blackledge           |
| 2020 | Mrs. America (TV)                   | Pamela                     |